# Chaoborus queenslandensis
Chaoborus queenslandensis är en tvåvingeart som först beskrevs av Theobald 1905.  Chaoborus queenslandensis ingår i släktet Chaoborus och familjen tofsmyggor. Inga underarter finns listade i Catalogue of Life.